# 伊東利和
伊東 利和（いとう としかず、1964年 - ）は日本の著作家。
公衆衛生についての啓発をするかたわら、日本神話や歴史を語り継ぐ活動を行っている。東京都大田区出身。

## 略歴
1986年（昭和61年）麻布大学環境保健学部卒業後、同年に大田区役所入庁。保健所職員として環境衛生監視及び食品衛生監視に従事した。2008年（平成20年）に食品衛生担当係長職を最後に大田区役所退職。以後、執筆活動に専念している。
都政新報平成20年7月8日付の「ひと」欄では「趣味の歴史と従事してきた公衆衛生は似ている」と述べている。
公衆衛生とは「歴史を学ぶことで人類がどのように未知の病気と戦ってきたのかがわかる」というのが学問としての本質とのこと。そして、手洗い、清掃、換気、食品や飲料水への注意など、過去の人々が病気を防ぐために経験的に行ってきたことの有効性が、ここ100年ほどの間に病原物質（細菌、毒素など）が究明されるにしたがって再確認されたきたという意味で「公衆衛生は跡付けの科学」であるとも語っている。また、ここでも公衆衛生について日本神話のイザナギノミコトの禊の話や、ナイチンゲールの野戦病院でのエピソードを交えて説明しており、神話や歴史のエピソードを交えて感染症対策や衛生管理などの専門知識を解説する。
「感染症や食中毒の対策は、手洗い・換気・掃除といった基本的な衛生管理を愚直なまでに毎日繰り返すことが大切」というのが持論。
新型インフルエンザの発生はカウントダウンに入っており、個々人レベルでも流行時の対策の準備に早急に取り組む必要があると語っている。発生した新型(豚)インフルエンザは弱毒(季節性インフルエンザ並の致死率)だとしても、感染者数が増えれはインフルエンザ関連死亡者数はそれに比例して増えるので、個人・企業・社会は感染予防策に努める必要があると提言。
日本の神話についての本を執筆したのは「日本の神話の本は、子ども向けか難解なものかいずれかが多く、中間のものが少ないから」。また、日本の神話には過去の日本人から未来の日本人へのメッセージ（願い）が込められていると語っている。

## 著作
- 親から子へ語り継ぎたい日本の神話（幻冬舎ルネッサンス・2008年5月）
- 待ったなし！新型インフルエンザ ～いまできること・知っておくこと～（都政新報社・2008年12月）

## 連載
- よく分かる公衆衛生（都政新報・2008年7月22日号～ 不定期連載）